# The (Buchstabe)

Isoliertes The

The (Sindhi: ٿي thē; ٿ) ist ein Buchstabe des erweiterten arabischen Alphabets des Sindhi und des Xiao’erjing. In beiden Alphabeten rangiert das Zeichen als sechstes Zeichen. The besteht aus einem Tā' (ت) mit zwei zusätzlichen übergesetzten Punkten.
In der arabischen Schrift des Sindhi steht The für den aspirierten stimmlosen alveolaren Plosiv [tʰ]. Das Äquivalent zum The im Devanagari des Sindhi ist das Zeichen थ, in lateinischen Umschriften wird The meist mit th wiedergegeben.
Im Xiao'erjing wird dasselbe Zeichen für die aspirierte stimmlose alveolopalatale Affrikate [tɕʰ] verwendet und entspricht somit dem q des Pinyin.
Das Zeichen ist im Unicodeblock Arabisch als Teheh am Codepunkt U+067F und im Unicodeblock Arabische Präsentationsformen-A an den Codepunkten U+FB62 bis U+FB65 kodiert.
| Unicode-Codepoint | Unicode-Name                      | Zeichen |
| ----------------- | --------------------------------- | ------- |
| U+067F            | ARABIC LETTER TEHEH               | ٿ       |
| U+FB62            | ARABIC LETTER TEHEH ISOLATED FORM | ﭢ       |
| U+FB63            | ARABIC LETTER TEHEH FINAL FORM    | ﭣ       |
| U+FB64            | ARABIC LETTER TEHEH INITIAL FORM  | ﭤ       |
| U+FB65            | ARABIC LETTER TEHEH MEDIAL FORM   | ﭥ       |